# Cyclocephala recta
Cyclocephala recta är en skalbaggsart som beskrevs av Dupuis 2008. Cyclocephala recta ingår i släktet Cyclocephala och familjen Dynastidae. Inga underarter finns listade i Catalogue of Life.